# マイケル・シェンカー・グループ
マイケル・シェンカー・グループ（Michael Schenker Group）は、HR/HM・バンド。通称はMSG。ドイツ出身のギタリスト、マイケル・シェンカー（元UFO・元スコーピオンズ）が率いることで知られる。

## 略歴

### 第一次マイケル・シェンカー・グループ期(1979-1984)

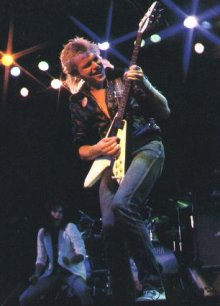
マイケル・シェンカー（G）1983年

1979年4月にスコーピオンズを脱退したマイケル・シェンカー(G)が数ヵ月後に、ゲイリー・バーデン(Vo)、ビリー・シーン(B)、デニー・カーマッシ(Dr)ら4人で結成。約1ヵ月間リハーサルを行ない、デモテープのレコーディングを行なった。マイケルが薬物中毒で入院して一時活動を休止するが、翌年の5月にゲイリーと再結成し、デビュー・アルバム『神 (帰ってきたフライング・アロウ)』をリリースした。このアルバムには、モー・フォスター(B)、サイモン・フィリップス(Dr)、ドン・エイリー(KeyB)がセッションで参加した。その後のツアーには、クリス・グレン(B)、コージー・パウエル(Dr)、ポール・レイモンド(KeyB,G)が加入。1981年にはこのメンバーで来日をしており、8月12日に行われた日本武道館公演を収録したライブ・アルバム『飛翔伝説 MSG武道館ライブ』が12月に発売されている。同年9月、ツアー時の編成で1981年にセカンド・アルバム『神話』をリリース。
ツアー後にゲイリーが解雇され。1982年2月、後任にかつてコージーと活動していた元レインボーのグラハム・ボネット(Vo)が加入。だが4月にはコージーが脱退し、グレンのかつてのバンドメイトでセンセーショナル・アレックス・ハーヴェイ・バンドのテッド・マッケンナ(Dr)が加入。このラインナップ（グラハム、マイケル、クリス、テッド）にトミー・エアー(KeyB)がセッションで参加して『黙示録』 をリリース。このアルバムのリリースに先立ちイギリスでのライヴ・ツアーを行うが、グラハムが酔っ払ってステージ上で裸になるなどの問題行動を起こしてライヴ途中で解雇。急遽ゲイリーがバンドに復帰。ツアー後、ポールが脱退し、アンディ・ナイ(KeyB)が加入。このメンバー（ゲイリー、マイケル、クリス、テッド、アンディ）で、1983年1月に福岡・名古屋・京都・大阪・東京で演奏。折からのハードロックブームもあり大入りになる。
1983年8月、元テッド・ニュージェント・バンドのデレク・セント・ホームズ(G)が加入するが、10月のツアー終了時に脱退。
1984年2月にクリスが印税の支払いに関する意見の相違から脱退し、後任に元バランスのデニス・フェルドマンが加入した。4月までに、ゲイリーもアルコール依存症の悪化により再び解雇され、レイ・ケネディが加入し、SUPER ROCK '84 IN JAPANに出演するため、ホワイトスネイク、スコーピオンズ、ボン・ジョヴィ、アンヴィルとともに来日し、名古屋・福岡・大阪・埼玉で公演をした。レイ・ケネディはアメリカでは名が知られたロックシンガーではあったがハードロックやヘビーメタルを歌うボーカリストではなく、マネージメントサイドによる判断での加入となった。ろくにリハーサルも行われなかった様子で、初日の名古屋球場での公演で、足元には歌詞が書かれたA1サイズのカンニングペーパーが用意されるも全く歌えないことが露呈した。このような状況ではあったが、最終公演の西武球場までボーカルとして公演に参加。この時の模様は『スーパー・ロック '84 イン ジャパン』と題されたビデオ作品に収められている。レイは8月のツアー終了後に脱退した。年末までにアンディとテッドも脱退。マイケルは新メンバーの加入を断念し、バンドを解散してドイツに戻った。

### マッコーリー・シェンカー・グループ期(1986-1992)
1986年4月、マイケルはロビン・マッコーリー(Vo)、ロッキー・ニュートン(B)、ボド・ショプフ(Dr)、スティーヴ・マン(KeyB,G)らを迎えて、新バンドを結成。翌年にデビュー・アルバム『Perfect Timing』をリリース。その後スティーヴは1987年半ばに脱退し、ミッチ・ペリーが加入。デビュー・アルバムのレコーディング中にバンド名をマッコーリー・シェンカー・グループに改名(しかしロビンはマイケル・シェンカー・グループの知名度が高い事を理由に反対した)。1988年のアルバム・ツアー後にミッチが脱退し、スティーヴが復帰。1989年にセカンド・アルバム『Save Yourself』をリリース。1990年にマイケルがスーパーグループ、コントラバンドのツアーとレコーディングに参加するために活動を休止。翌年、ジェフ・ピルソン(B)、ジェイムス・コタック(Dr)、ジェシー・ハームズ(KeyB)を迎えて活動を再開。ジェフ、ジェイムス、ジェシーの脱退した後はロビンとマイケルが正規メンバーとして活動を続け1992年に『Nightmare: The Acoustic M.S.G.』と『Unplugged Live』をリリースしたが、同年にバンドは解散。マイケルは後にUFOに復帰する。

### 第二次マイケル・シェンカー・グループ期(1996-)
UFOで2度目の活動を続けた後、マイケルは1996年にリーフ・サンディン(Vo)、バリー・スパークス(B)、シェーン・ガラース(Dr)を迎えてマイケル・シェンカー・グループを再結成。同年に『Written in the Sand』をリリースした。その後のプロモーション・ツアーでは、セス・バーンスタイン(KeyB,G)が参加した。デイヴィッド・ヴァンランディング(Vo)はリーフの代役としてアメリカ・ツアーのオープニングに参加し、日本公演にも参加。マイケルがUFOでの3度目の復帰を果たしたため、グループは再び活動を休止。1998年初頭にゲイリー・バーデン(Vo)が再び復帰し、ジェフ・コールマン(B)が加入、このラインナップでG3ツアーに参加した。1999年にリーフ、ジェフが脱退し、ケリー・キーリング(Vo)とジョン・オンダー(B)が加入し、アルバム『The Unforgiven』をリリース。
『The Unforgiven』のサポート・ツアーでは、バリーが復帰し、キース・スラックがセカンド・ヴォーカリストとして参加、セスの代役にウェイン・ファインドレイが参加した。2000年5月の日本公演では、横浜ベイホール、赤坂BLITZといったライブハウス規模での演奏となり、特に横浜ベイホールでの公演は完全自由席となっており、最前列に陣取ったオーディエンスは、マイケルとほんの1mほどの距離での会話を楽しみながらの公演となった。CDセットを購入するとマイケルと握手できるというファンにとっては嬉しいような悲しいような状況であった。2000年のツアー終了後、マイケルは4度目のUFO復帰を果たして活動休止。この年、彼は3枚のソロアルバムを制作した。2001初頭、クリス・ローガン(Vo)、レブ・ジョーンズ(B)、ジェフ・マーティン(Dr)を迎えて活動再開。『Be Aware of Scorpions』のレコーディング後、ジェフはシェンカーの飲酒問題に起因する問題のためにバンドを脱退。後任にジェレミー・コルソンが11月に加入。
2002年マイケルはUFOと『Sharks』をレコーディングし、『Thank You』シリーズの第2弾と第3弾をリリースした。また、年末のウリ・ジョン・ロートのレジェンド・オブ・ロック・ツアーに参加する予定だったが、肩を脱臼し、参加を断念した。
2003年4月、レヴが脱退し、スチュアート・ハムが加入し、アルバム『Arachnophobiac』をリリース。その後のツアーでは、シェンカーとローガンにウェインとレヴが復帰し、ピート・ホームズ(Dr)が加入。
2004年11月、クリスがレヴとの喧嘩で負傷し脱退。リーフ・サンディンが復帰する。翌年初頭、レヴとピートの2人は、「ツアー日程のキャンセルが続き、マネージメントの判断が悪かった」ため脱退。リーフも脱退し、後任にヤリ・ティウラ(Vo)、元UFOのピート・ウェイ(B)が加入し、ジェフ・マーティンが復帰。バンドの25周年記念アルバム『Tales of Rock'n'Roll』をリリース。2006年、レヴとホームズが復帰。
2006年に来日しTales of Rock 'n' Roll 25th Anniversary Tourを行うも、11月17日の中野サンプラザの公演ではアルコールによる酩酊のせいか演奏がおぼつかず2曲目でステージを放棄。戻ってきて3曲目を演奏するも、突如フライングVを頭上に放り投げる事態となり、公演が中止されてしまった。この際のチケットをもとに、翌2007年2月に振替公演が行われている。
2008年のIn the Midst of Beauty Tour、2010年の30th Anniversary Tour、2012年のTemple of Rock TourとMSG名義での日本公演が行われているが、その後はMSG名ではなく、2014年のBridge the Gap Japan Tour 2014および2015年のSpirit on a Mission TourではMichael Schenker's Temple Of Rock名義となっている。
2016年8月、東京国際フォーラム・ホール A に於いて、マイケル・シェンカー・フェストと題し、ゲイリー・バーデン、グラハム・ボネット、ロビン・マッコーリーの3人のボーカリストと共に公演を行なった。それぞれの持ち歌をそれぞれのボーカリストが歌い、時には他の二人がコーラスとして参加するという姿で、往年のファンを喜ばせた。マイケル・シェンカー・フェストは2017年、2018年にも開催されたが、2020年の開催は新型コロナウイルス感染症流行のため公演中止となった。
2026年1月に来日予定となっているが、こちらもMSG名義ではなく、Michael Schenker名義になっている。
Michael Schenkerのドイツ語読みはミヒャエル・シェンカーだが、Michael Schenker Groupはドイツ語でも英語的にマイケル・シェンカー・グループと読まれる。ドイツにおいて、本人は、「マイケル・シェンカー・グループのミヒャエル・シェンカー」（Michael Schenker von Michael Schenker Group）を自称している。

## 特徴

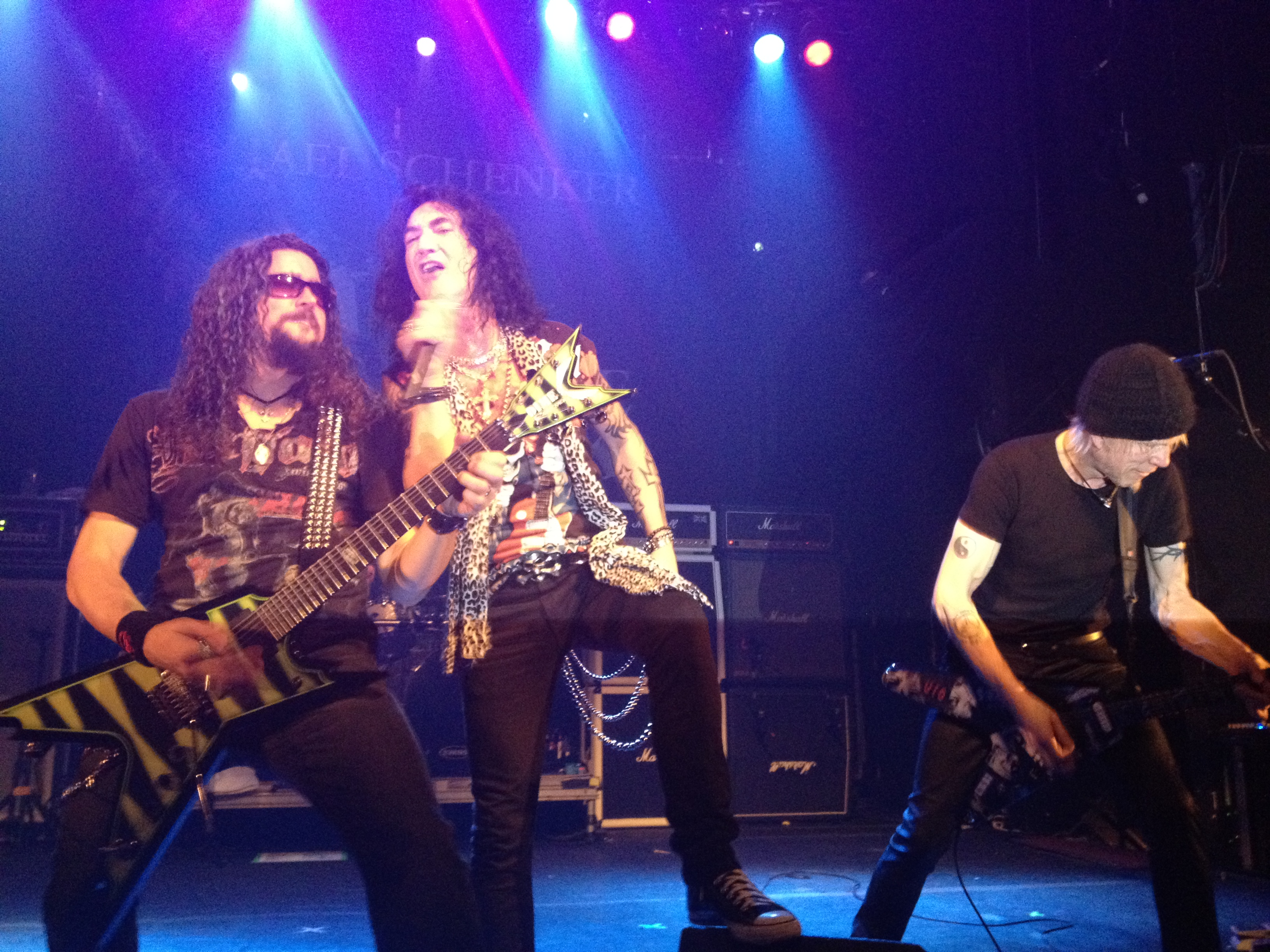
マッコーリー・シェンカー・グループ名義のライブ（2012年3月ニューヨーク）中央がロビン・マッコーリー

キャッチーなメロディと、マイケル・シェンカーのテクニカルで華麗なギター・プレイがセールス・ポイント。それまでのハード・ロックの流れを上手く受け継ぎ、分かりやすい曲調とシンプルなビート、そして時に織り込まれるメロウなメロディを特徴とした。
時期的にNWOBHMのブームにも乗り、グラハム・ボネットやコージー・パウエル在籍時が人気の絶頂であったが、アメリカ市場では大きな成功には至らなかった。また当グループは、あくまでシェンカーのソロ・プロジェクトであり、アルバムやライブ毎でメンバーは流動的である。
デビュー以来日本では根強い人気があり、ライブ・ツアーは活況を呈している。また2008年には、往時のメンバーを集めて録音された新譜『In The Midst Of Beauty』が発表された。

## メンバー
※2022年4月時点

### 現ラインナップ
- マイケル・シェンカー (Michael Schenker) - リードギター (1979年- )
- ロビン・マッコーリー (Robin McAuley) - ボーカル (1987年–1992年、2012年、2016年–2020年、2022年、2023年– )
- スティーヴ・マン (Steve Mann) - キーボード、リズムギター (1986年-1987年、1988年-1991年、2016年– )
- バレンド・クルボワ (Barend Courbois) - ベース (2021年– )
- ボド・ショプフ (Bodo Schopf) - ドラムス (1987年-1990年、2019年- )

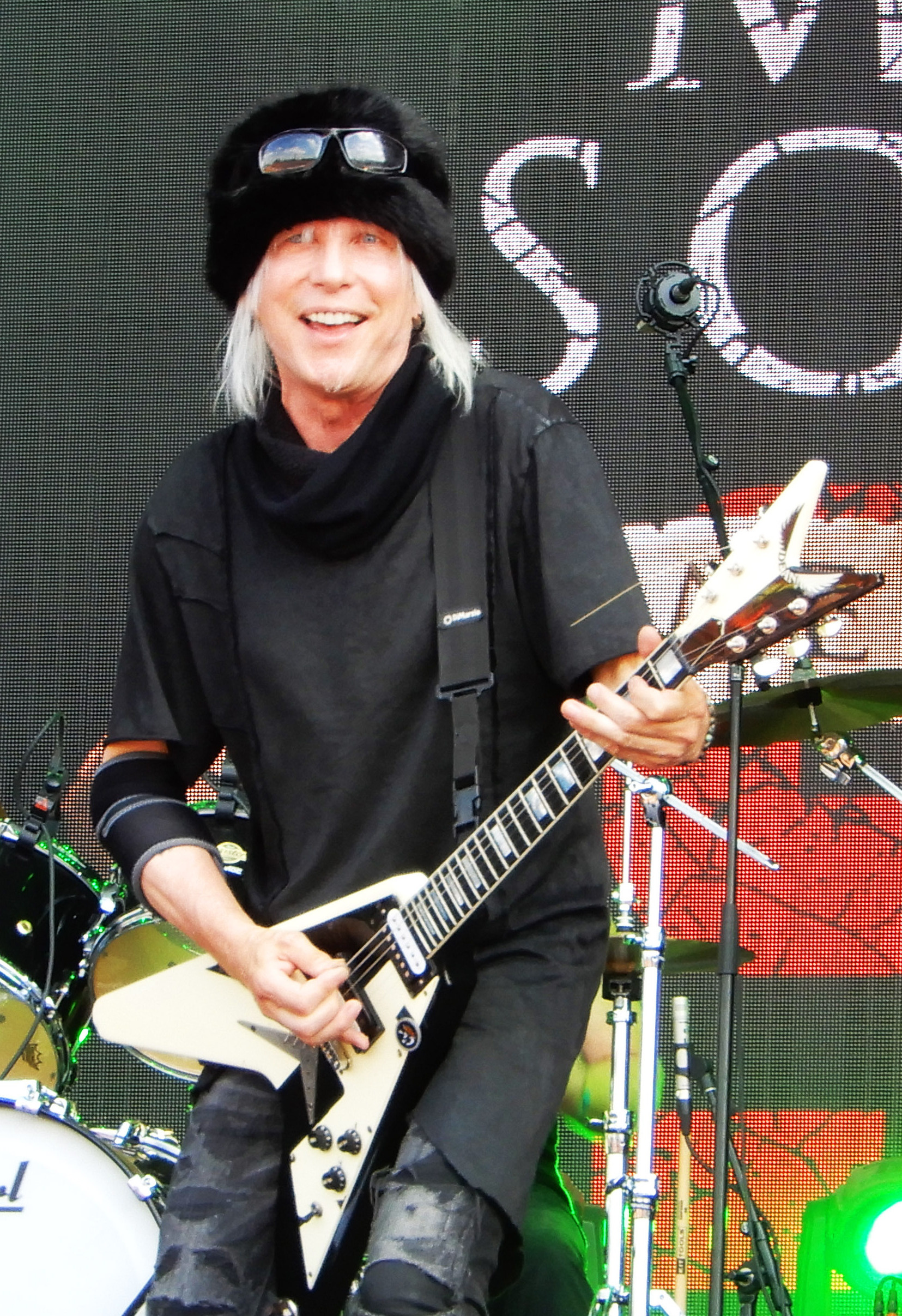
マイケル・シェンカー（G）2022年
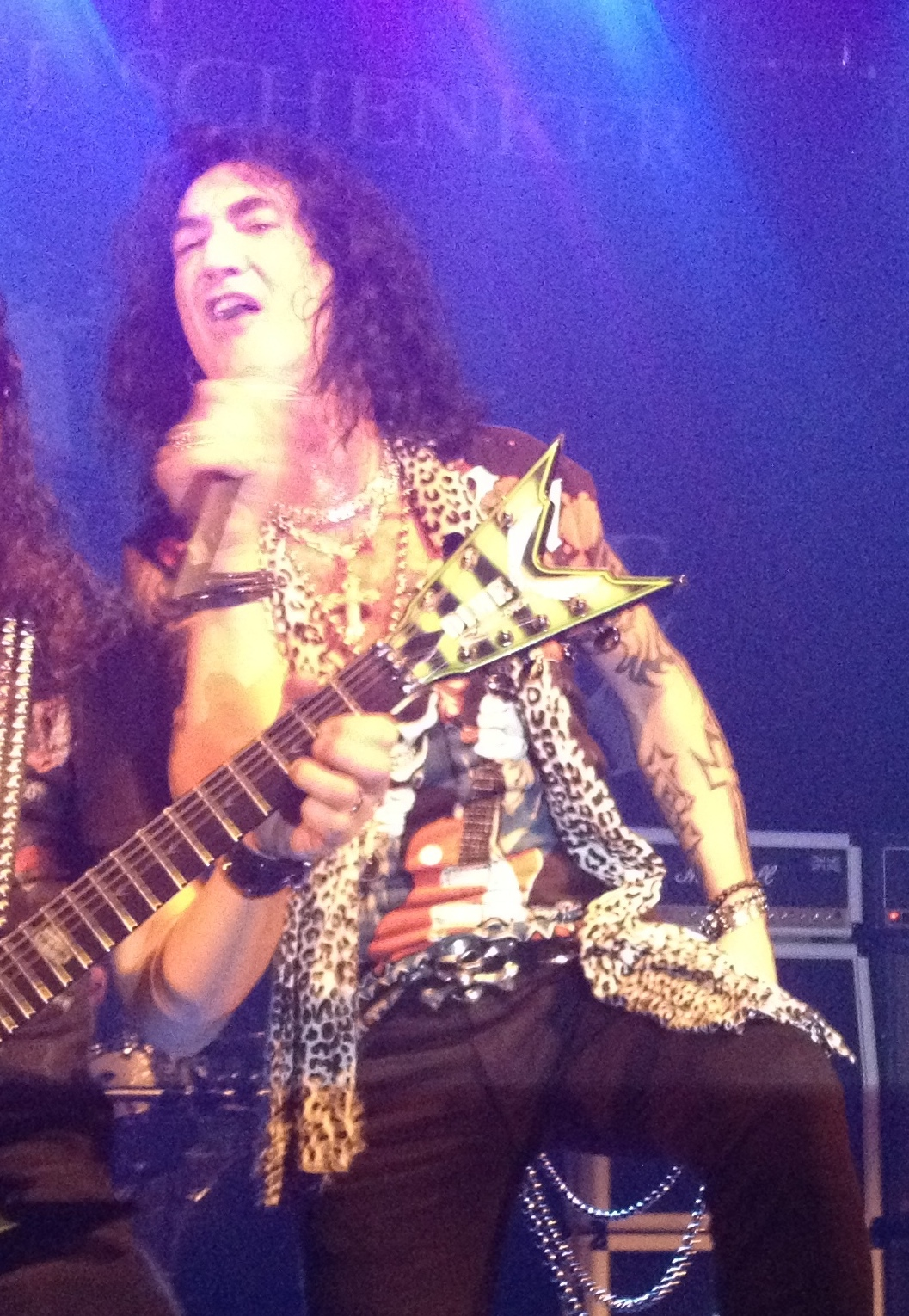
ロビン・マッコーリー（Vo）2012年
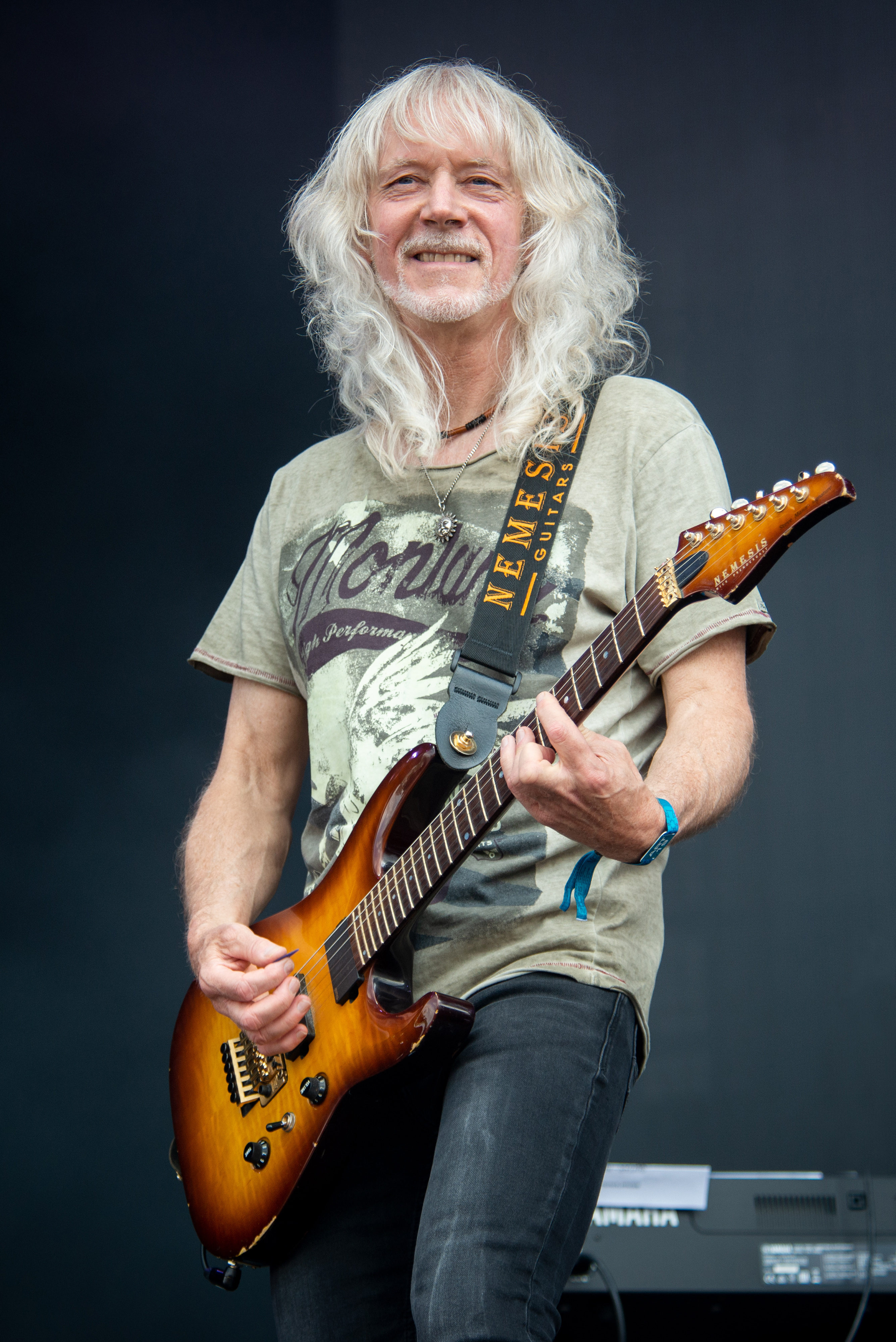
スティーヴ・マン（G）2022年

### 旧メンバー
ボーカル
- ゲイリー・バーデン (Gary Barden) (1979年–1981年、1982年-1984年、2008年–2010年、2016年–2021年)
- グラハム・ボネット (Graham Bonnet) (1982年、2016年–2020年)
- レイ・ケネディ (Ray Kennedy) (1984年)
- リーフ・サンディン (Leif Sundin) (1995年–1997年、2007年–2008年)
- デヴィッド・ヴァン・ランディング (David VanLanding) (1997年–1999年、2011年、2012年)
- ケリー・キーリング (Kelly Keeling) (1999年、2000年)
- キース・スラック (Keith Slack) (1999年)
- クリス・ローガン (Chris Logan) (2001年–2004年、2006年)
- ジャリ・ティウラ (Jari Tiura) (2006年-2007年)
- マイケル・ヴォス (Michael Voss) (2011年-2012年) ※リズムギター兼任
- ドゥギー・ホワイト (Doogie White) (2012年–2020年)
- ロニー・ロメロ (Ronnie Romero) (2020年-2023年)

キーボード
- ドン・エイリー (Don Airey) (セッション 1980年、2008年、2011年)
- ポール・レイモンド (Paul Raymond)- also rhythm guitar (1980年–1981年、2011年)
- トミー・アイアー (Tommy Eyre) (セッション 1982年)
- アンディ・ナイ (Andy Nye) (1982年–1984年)
- ジェシ・ハームズ (Jesse Harms) (セッション 1991年)
- クラウド・ガウデット (Claude Gaudette) (セッション 1996年)
- セス・バーンスタイン (Seth Bernstein) (1997年–1999年) ※リズムギター、バック・ボーカル兼任
- ウェイン・フィンドレイ (Wayne Findlay) (1999年–2016年) ※リズムギター、バック・ボーカル兼任

リズムギター
- デレク・セント・ホルムズ (Derek St. Holmes) (1983年) ※ボーカル兼任
- ミッチ・ペリー (Mitch Perry) (1987年)
- スペンサー・セコム (Spencer Secombe) (ツアー・メンバー 1991年-1992年)

ベース
- ビリー・シーン (Billy Sheehan) (セッション 1979年)
- モ・フォスター (Mo Foster) (セッション 1980年)
- クリス・グレン (Chris Glen) (1980年–1983年、2008年–2009年、2010年、2011年、2016年–2020年)
- デニス・フェルドマン (Dennis Feldman) (1984年)
- ロッキー・ニュートン (Rocky Newton) (1987年-1990年)
- ジェフ・ピルソン (Jeff Pilson) (1991年)
- バリー・スパークス (Barry Sparks) (1996年-1998年、1999年-2000年)
- ジェフ・コールマン (Jeff Kollman) (1998年)
- ジョン・オンダー (John Onder) (セッション 1999年)
- レヴ・ジョーンズ (Rev Jones) (2001年–2006年、2008年、2009年、2010年、2012年)
- スチュアート・ハム (Stuart Hamm) (2003年)
- ピート・ウェイ (Pete Way) (2006年、2011年)
- ニール・マーレイ (Neil Murray) (2008年、2010年、2011年)
- エリオット・ルビンソン (Elliott "Dean" Rubinson) (2010年-2011年、2012年)
- フランシス・バッコールズ (Francis Buchholz) (2012年–2016年)

ドラムス
- デニー・カーマッシ (Denny Carmassi) (セッション 1979年)
- コージー・パウエル (Cozy Powell) (1980年–1982年)
- サイモン・フィリップス (Simon Phillips) (1980年、2008年、2010年、2011年)
- テッド・マッケンナ (Ted McKenna) (1982年-1984年、2008年、2016年-2019年)
- ジェイムス・コタック (James Kottak) (1991年)
- シェーン・ガラース (Shane Gaalaas) (1996年–2000年)
- ジェフ・マーティン (Jeff Martin) (2001年、2006年)
- ジェレミー・コルソン (Jeremy Colson) (2003年)
- ピート・ホルムズ (Pete Holmes) (2004年-2006年、2008年、2009年、2010年、2011年、2012年、2013年、2014年)
- クリス・スレイド (Chris Slade) (ツアー・メンバー 2008年-2009年、2010年-2011年)
- カーマイン・アピス (Carmine Appice) (ツアー・メンバー 2010年、セッション 2011年)
- ブライアン・ティッシー (Brian Tichy) (セッション 2011年)
- ハーマン・ラレベル (Herman Rarebell) (2010年、2011年–2016年)

## ディスコグラフィ

### スタジオ・アルバム
- 『神 (帰ってきたフライング・アロウ)』 - The Michael Schenker Group (1980年)
- 『神話』 - MSG (1981年)
- 『黙示録』 - Assault Attack (1982年)
- 『限りなき戦い』 - Built to Destroy (1983年)
- 『リトゥン・イン・ザ・サンド』 - Written in the Sand (1996年)
- 『ジ・アンフォーギヴン』 - The Unforgiven (1999年)
- 『ビー・アウェア・オブ・スコーピオンズ』 - Be Aware of Scorpions (2001年)
- 『アラクノフォビアク』 - Arachnophobiac (2003年)
- 『ヘヴィー・ヒッターズ』 - Heavy Hitters (2005年) ※カバー・アルバム
- 『テイルズ・オヴ・ロックンロール〜25thアニヴァーサリー・アルバム』 - Tales of Rock'n'Roll (2006年)
- 『イン・ザ・ミッドスト・オブ・ビューティー』 - In the Midst of Beauty (2008年)[7]
- By Invitation Only (2011年) ※カバー・アルバム
- 『イモータル』- Immortal（2021年）
- 『ユニヴァーサル』- Universal（2022年）

### ライブ・アルバム
- 『飛翔伝説 MSG武道館ライヴ』 - One Night at Budokan (1981年)
- 『ロック・ウィル・ネヴァー・ダイ』 - Rock Will Never Die (1984年)
- 『神々の饗宴〜M.S.G.ライヴ!!〜』 - BBC Radio 1 Live in Concert (1993年)
- 『ストーリー・ライブ』 - The Michael Schenker Story Live (1997年)
- 『ライヴ〜ジ・アンフォーギヴン・ワールド・ツアー』 - The Unforgiven World Tour (1999年)
- The Mad Axeman Live (2007年)
- Walk the Stage: The Official Bootleg Box Set (2009年)
- The 30th Anniversary Concert – Live in Tokyo (2010年)

### トリビュート・アルバム
- My Years With UFO (2024年)

### マッコーリー・シェンカー・グループ名義
- 『パーフェクト・タイミング』- Perfect Timing（1987年）
- 『セイヴ・ユアセルフ』 - Save Yourself（1989年）
- 『マイケル・シェンカー・グループ』 - M.S.G.（1992年）
- 『アコースティックM.S.G.!』 - Nightmare: The Acoustic M.S.G.（1992年）※ライブ・アルバム
- "Unplugged" Live（1992年）※ライブ・アルバム